# Deutsche Kriegsgräberstätte Mont d’Huisnes
| Friedhof                                                                 | Friedhof           |
| ------------------------------------------------------------------------ | ------------------ |
| Deutsche Kriegsgräberstätte Mont-de-Huisnes (Mausolée du Mont d’Huisnes) |                    |
| Land:                                                                    | Frankreich         |
| Département:                                                             | Manche             |
| Ort:                                                                     | Huisnes-sur-Mer    |
| Einweihung:                                                              | 14. September 1963 |

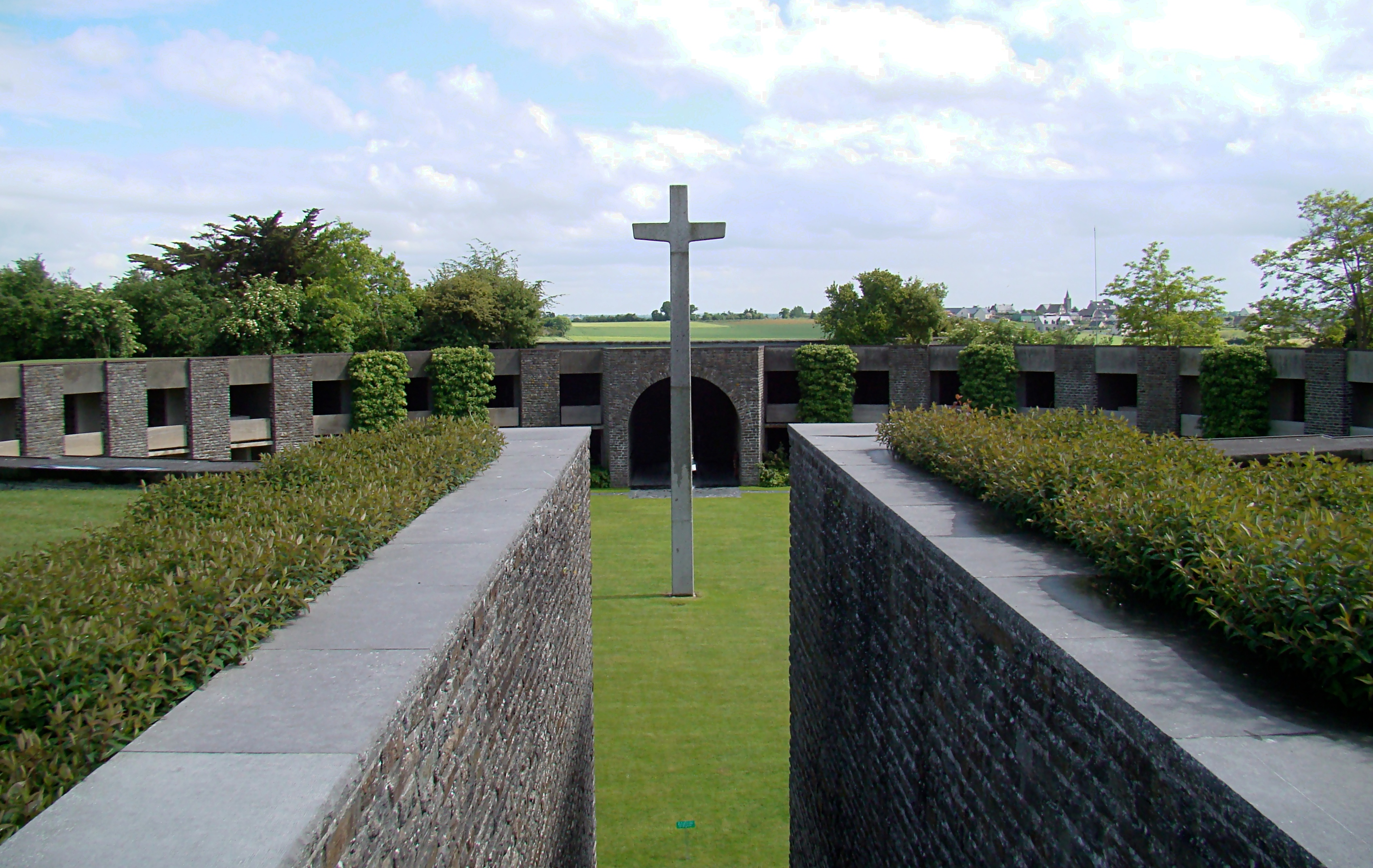
Blick auf den Innenhof des Mausoleums Mont d’Huisnes

Die Deutsche Kriegsgräberstätte Mont d’Huisnes ist eine Kriegsgräberstätte für deutsche Gefallene des Zweiten Weltkriegs in Frankreich. Sie liegt einige hundert Meter nördlich der Gemeinde Huisnes-sur-Mer und einige Kilometer südwestlich von Avranches nahe der Baie du Mont-Saint-Michel in der Normandie.

## Geschichte
Nach der Operation Overlord gelang es den Amerikanern mit der Operation Cobra am 30. Juli 1944, bei Avranches die deutschen Linien zu durchbrechen. Der Umbettungsdienst des Volksbundes Deutsche Kriegsgräberfürsorge überführte 11.956 deutsche Gefallene der Kämpfe in der Normandie und in der Bretagne im Jahr 1961 in die Kriegsgräberstätte Mont d’Huisnes. Sie waren zuvor beigesetzt in den Départements Morbihan, Ille-et-Vilaine, Mayenne, Sarthe, Loir-et-Cher, Indre-et-Loire, Vienne, Indre, außerdem auf den Kanalinseln Guernesey, Alderney, Jersey und Sark. Die Kriegsgräberstätte Mont d’Huisnes wurde am 14. September 1963 eingeweiht.
Nachdem sich Regenschäden und Risse in den Betonteilen gezeigt hatten, wurde die Kriegsgräberstätte in den Jahren 2021 und 2022 renoviert.

## Architektur
Die Kriegsgräberstätte Mont d’Huisnes wurde in Form eines Mausoleums (Gruftbau) errichtet. Sie ist der einzige deutsche Gruftbau in Frankreich.
Das Mausoleum ist ein Rundbau mit 47 Metern Durchmesser und enthält auf zwei Ebenen 68 Krypten (Gruften), die von einem Umgang an der Innenseite zu erreichen sind. In jeder Gruft ruhen 180 Tote, und die Namen der Toten sind auf Bronzetafeln festgehalten. Der Innenhof ist mit Gras bedeckt. In seiner Mitte erhebt sich ein großes Kreuz. Gegenüber dem Eingang führen Stufen auf eine Naturterrasse. Von dort oder von einem Aussichtsturm aus kann man den Mont-Saint-Michel (Abtei) sehen.

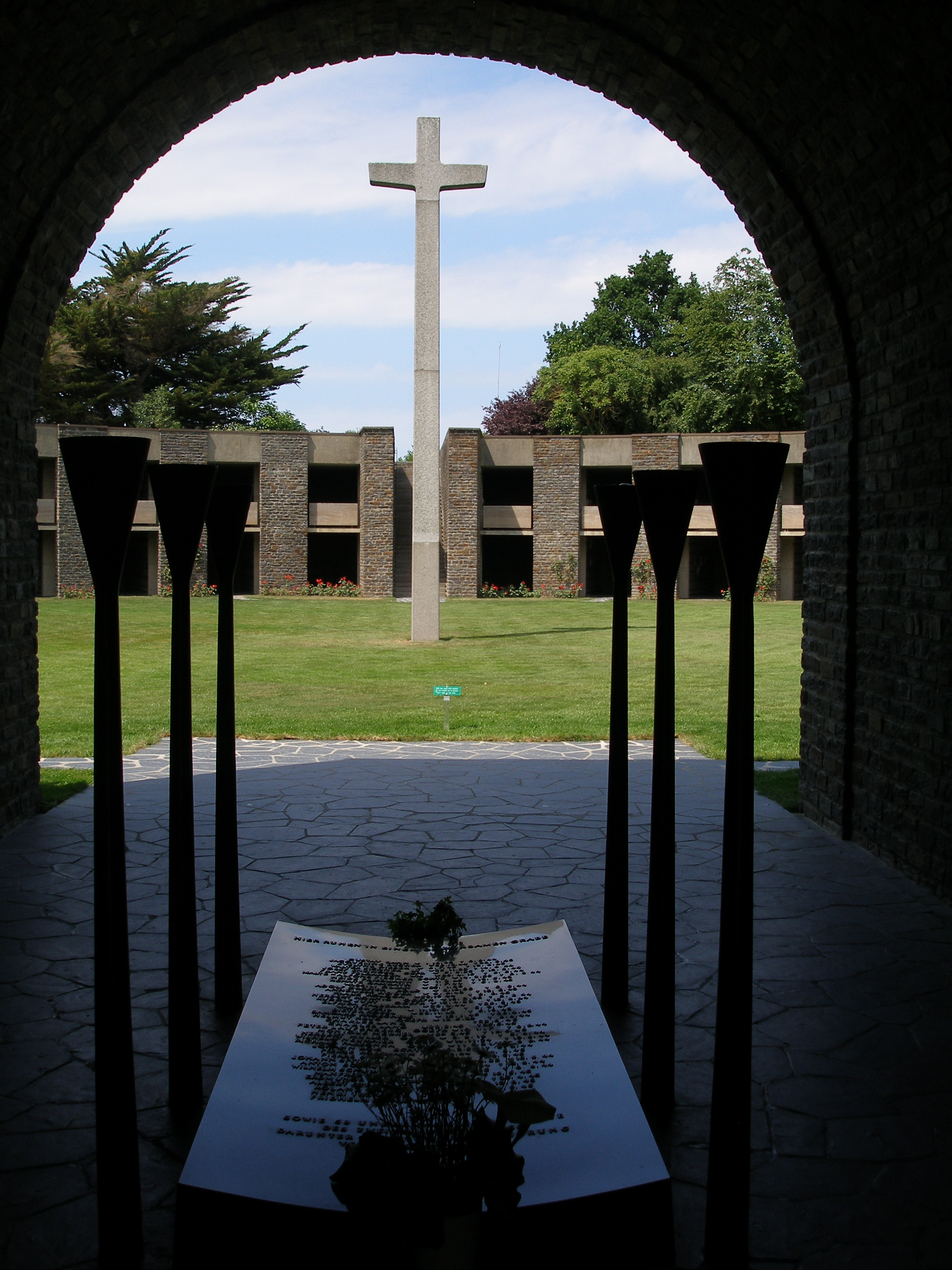
Außerhalb der Gruften (Krypten) befindet sich am Eingang ein Gemeinschaftsgrab.
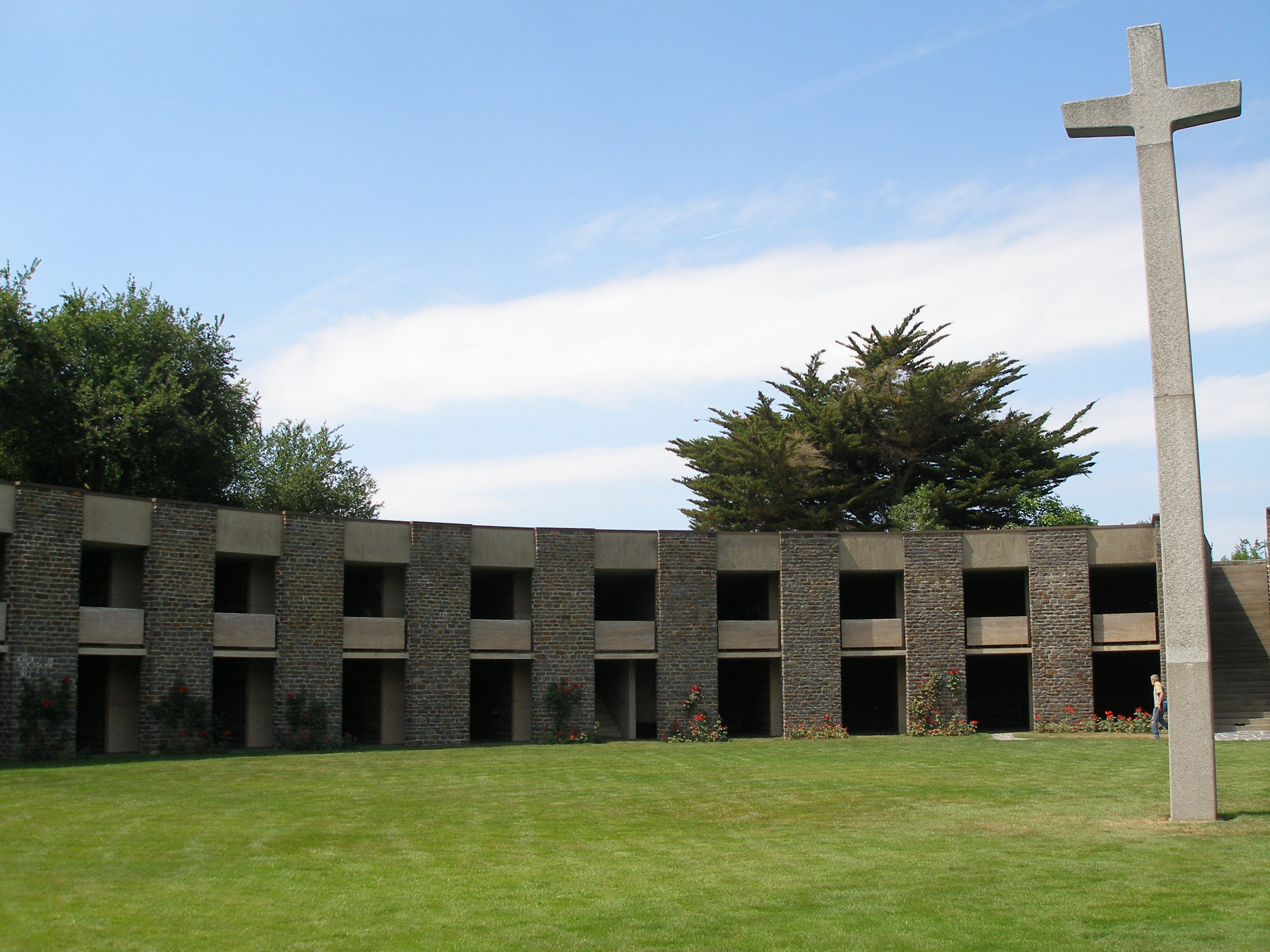
Innenhof des Mausoleums Mont d’Huisnes.
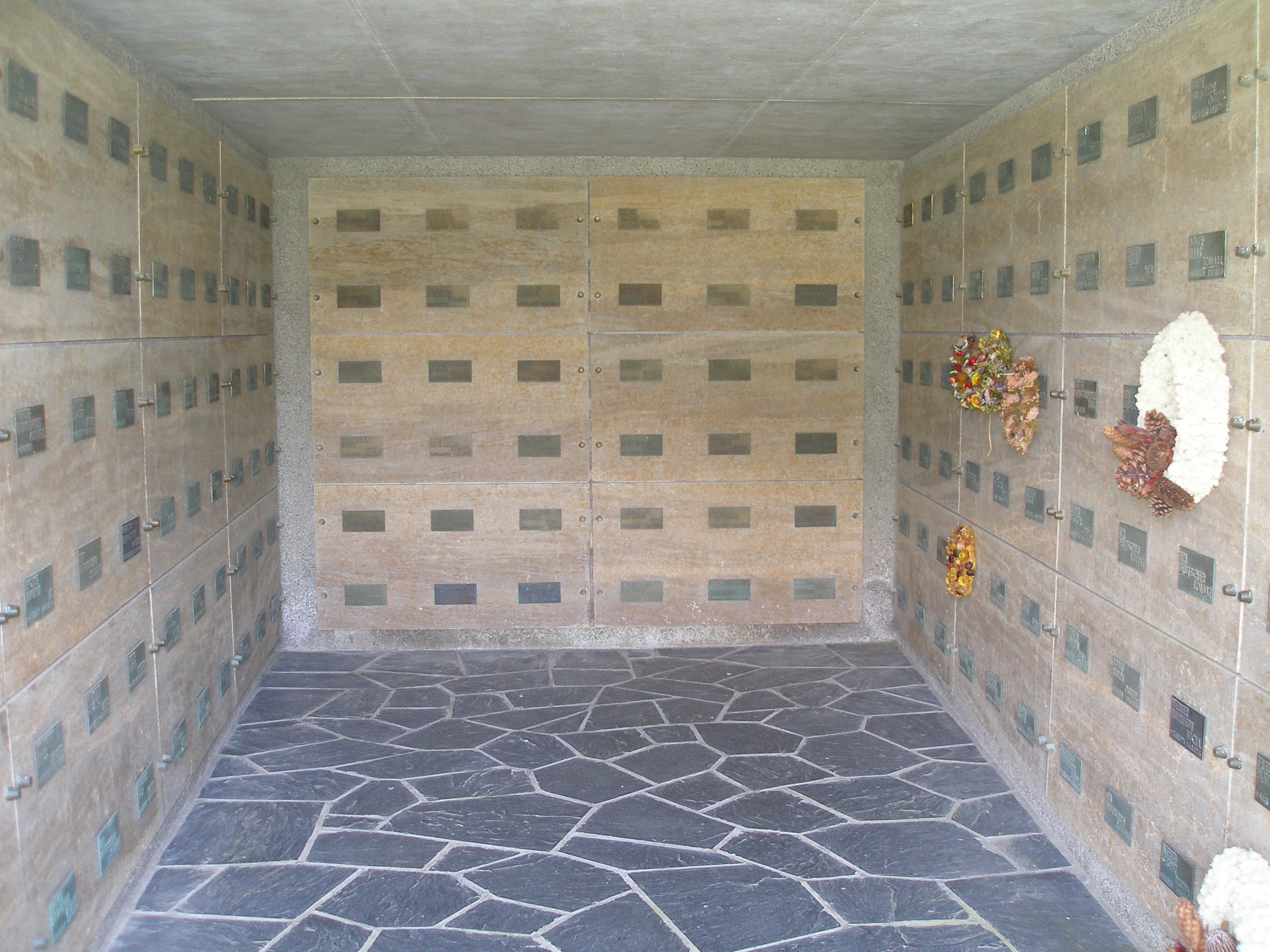
34 Krypten. In dieser Gruft (Krypta) sind 180 Tote untergebracht. Die Namen sind auf einer Bronzeplatte verzeichnet.
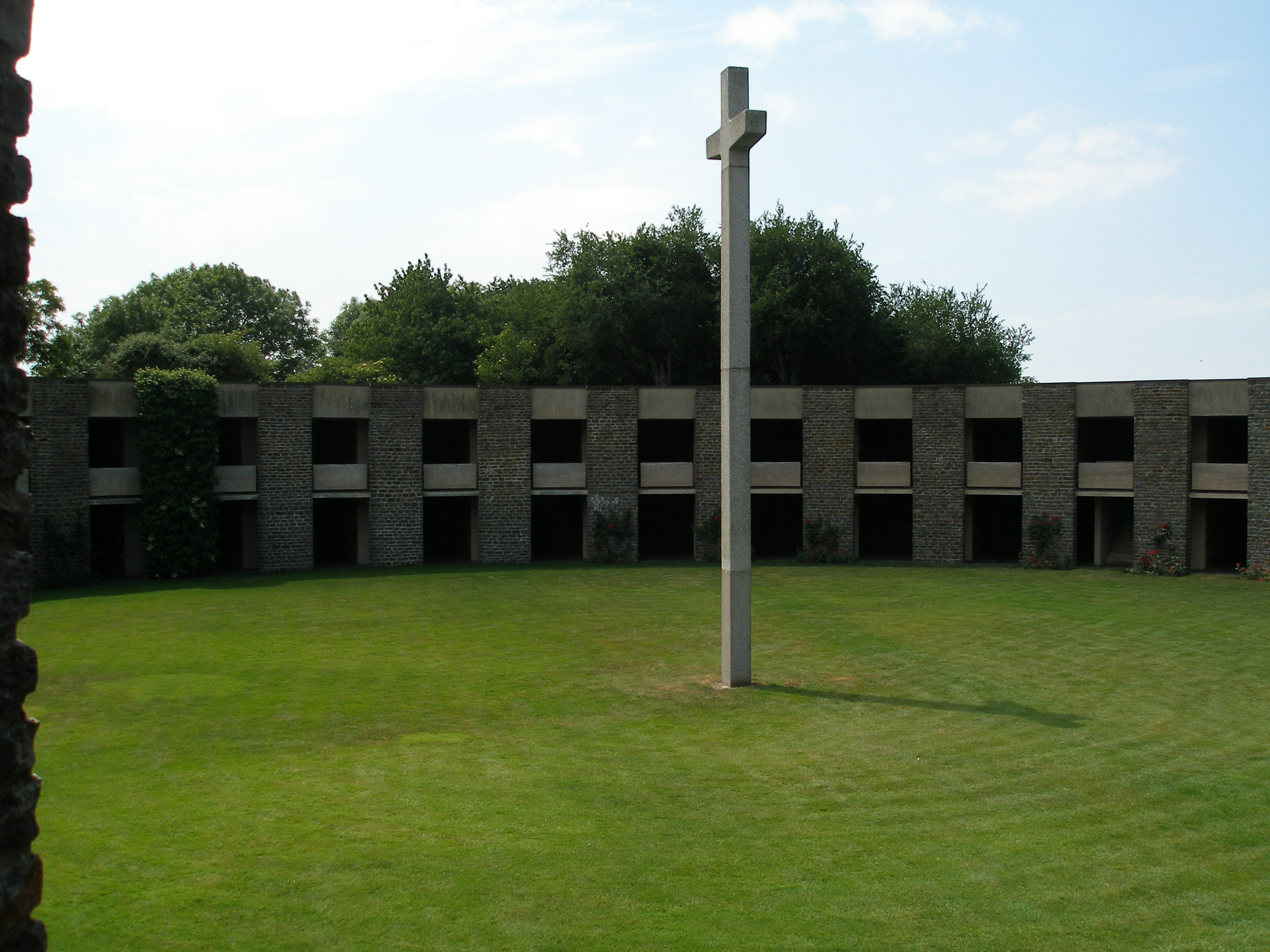
Großes Kreuz in der Mitte des Innenhofs des Mausoleums Mont d’Huisnes.
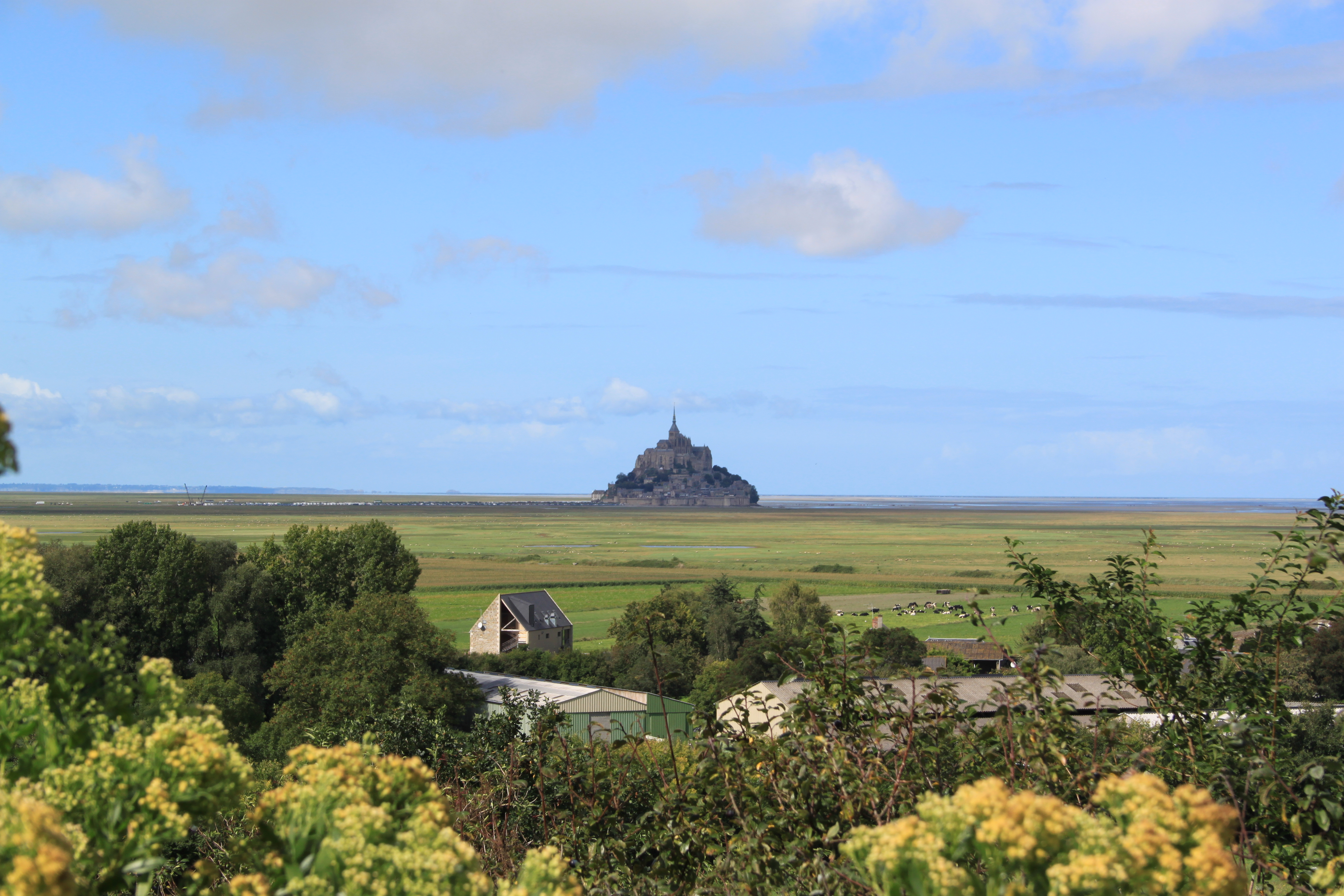
Blick vom Mausoleum Mont d’Huisnes auf den Mont Saint Michel.

## Die Gefallenen
Am Durchgang von der Vorhalle zu den Gruften befindet sich ein Gemeinschaftsgrab. Auf einer Marmorplatte steht:

„Hier ruhen in einem gemeinsamen Grabe (…39 Namen …) sowie 58 unbekannte Kriegstote des Zweiten Weltkrieges, darunter 20 in der Internierung verstorbene Kinder.“

Außer den Gefallenen wurden auch Kriegsgefangene bestattet, die weit nach Kriegsende in Gefangenschaft verstorben waren, die letzten im Frühjahr 1946. Auch Frauen und Kinder sind in der Kriegsgräberstätte Mont d’Huisnes beigesetzt.
In einer Dauerausstellung auf der Kriegsgräberstätte sowie auf einer Website des Volksbundes Deutsches Kriegsgräberfürsorge e.V. sind die Biografien einiger der dort bestatteten Kriegstoten dargestellt.
Die Kriegsgräberstätte Mont d’Huisnes ist einer der Orte des Gedenkens an die Operation Overlord.